# Адам Левін
Адам Ноа Левін (англ. Adam Noah Levine, 18 березня 1979, Лос-Анджелес) — американський співак, актор, вокаліст і гітарист попрок гурту Maroon 5.

## Життєпис
Народився в єврейській родині в Лос-Анджелес, штат Каліфорнія, 18 березня 1979. Батьки — Петсі Ноа і Фред Левін. В Адама є рідний брат — Майкл, зведена сестра Джулія. Брат і сестра по одному з батьків — Ліза і Сем. У дитинстві Адам грав у баскетбольній команді, яку тренував його батько. Коли йому було 7 років, на місцевому чемпіонаті YMCA в останню секунду він зробив кидок, що приніс його команді перемогу. За словами Адама, це перетворило його в оптиміста і самовпевненого шибеника.
Левін відвідав «Festival of the Performing Arts Camp» (Hancock, NY), де зустрів своїх майбутніх одногрупників — Джессі Кармайкла, Мікі Меддена і Раяна Дусіка. Віросповідання — юдаїзм. Уболіває за баскетбольну команду «Лос-Анджелес Лейкерс» з дитинства, часто відвідує їхні ігри із Семом. У нього велика колекція автомобілів, найулюбленіший — блакитний 1971 Mercedes 280 SE 3.5 Cabriolet з синім відкидним дахом. Вегетаріанець. Амбідекстрія — пише й малює лівою рукою, але надає перевагу правій. Раніше займався важкою атлетикою, але 2006 року зламав грудну клітину, після чого лікувався в шпиталі. У 2005 році ламав ключицю. Після цього він припинив підіймати вагу і 2007 року почав займатися йогою.
З 2012 року зустрічався з Біаті Прінслу. Навесні 2013 року пара розлучилася, проте незабаром знову возз'єдналася, а в липні стало відомо про заручини Прінслу і Левіна. 19 липня 2014 пара одружилася в Мексиці.
У листопаді 2013 року журналом «People» був визнаний найсексуальнішим чоловіком планети.

## Kara's Flowers
Близько 1995 року Адам разом зі своїми шкільними друзями Джессі Кармайклом, Раяном Дасіком і Мікі Медденом заснували групу Kara's Flowers. За їх словами, група була названа на честь дівчини, в яку вони всі четверо були закохані. Підписавши контракт з Reprise Records в 1997 році вони випустили альбом The Fourth World. Але альбом не був популярний. Ще група встигла засвітитися як спеціальний гість у 3-му епізоді 8-го сезону «Район Беверлі-Гіллз» (епізод називався «Forgive and Forget»).
Reprise Records розірвали контракт з молодим гуртом. Після цього Адам і Джессі поїхали вчитися в Five Towns College, де провчилися 6 семестрів. Раян же й Мікі залишилися в Лос-Анджелесі.

## Maroon 5
У 2001 році Адам і Джессі повернулися в Лос-Анджелес, де знову зустрілися з Раяном і Мікі. Цього разу до них приєднався Джеймс Валентайн. Так вони заснували групу під назвою «Maroon 5». Виступати вони стали вже під лейблом A & M / Octone Records. У 2002 році вони випустили свій перший альбом під назвою Songs about Jane. Названий він на честь колишньої дівчини Адама, якій присвячена більша частина пісень з альбому.
Через кілька місяців альбом став займати лідируючі місця в чартах. З цього альбому хлопці випустили такі сингли як «Harder To Breathe», «This Love», «She Will Be Loved» і «Sunday Morning». Також вони випустили Live-Альбоми «1.22.03.Acoustic» і «Live — Friday the 13th».
У 2005 вони отримали свою першу премію «Греммі» в номінації «Найкращий новий виконавець». У 2006 вони отримали свою другу «Греммі» в номінації «Найкраще Вокальне Попвиконання дуетом або групою» за «This Love» версії з «Live — Friday The 13th».
У 2007 група випустила свій другий студійний альбом під назвою «It Won't Be Soon Before Long». Пісня «Makes Me Wonder» з цього альбому стала лідером хіт-парадів, увійшла в історію як кліп, який піднявся в хіт-параді Billboard з 64 на 1 місце, і приніс групі третю премію «Греммі» в номінації «Найкраще вокальне попвиконання дуетом або групою».

## Інші проєкти
Адам Левін записав пісні з такими виконавцями, як Каньє Вест, Аліша Кіс, Ying Yang Twins Gym Class Heroes, Slash, Rihanna, Christina Aguilera, K'Naan, PJ Morton, 50 Cent, Eminem, The Lonely Island, Kendrick Lamar. Також він попрацював з Наташею Бедінгфілд над її альбомом «NB», зокрема, допомагаючи писати вірші для пісні «Say It Again» і виконуючи в ній бек-вокал.
У жовтні 2008 компанія з виробництва музичних інструментів First Act, за участю Адама, випустила серію гітар під назвою First Act 222 Guitar Line. 222 — улюблене число Адама, звідси і взялася назва гітар. Також Адам взяв участь у записі пісні «Bang Bang» репера K'naan з альбому «Troubadour». У 2011 році брав участь у записі синглу «Stereo Hearts» реп-групи Gym Class Heroes.
У 2012 році знявся в першій серії другого сезону серіалу «Американська історія жахів».
У грудні 2012 року знявся в кліпі та брав участь у створенні пісні «My Life» спільно з 50 Cent і Eminem.
У 2013 році знявся у фільмі Джона Карні «Хоч раз у житті».
Брав участь у проєкті The Voice як наставник. 
У січні 2013 вийшов кліп групи The Lonely Island з його участю.